# Voyage aux horizons
Voyage aux horizons est un roman de Pierre Fisson publié en 1948 aux éditions Julliard et ayant reçu le prix Renaudot la même année.

## Éditions
- Voyage aux horizons, éditions Julliard, 1948.